# Мухин, Владимир Иванович (архитектор)
Владимир Иванович Мухин (28 августа 1942, Уфа — 20 января 2021) — советский и российский архитектор. Заслуженный архитектор РФ, доктор архитектуры (1989), профессор (1992), начальника кафедры архитектуры ЛВВИСКУ-ВИСИ (1989-1994), профессор ВИТУ, полковник в отставке. Основатель научной школы Военной архитектуры по подготовке специалистов высшей квалификации. За цикл научных книг в области военной архитектуры награждён дипломом и золотой медалью Российской академии архитектуры и строительных наук.

## Биография
Родился в Башкирской АССР. В Челябинской области учился в школе. В городе Челябинск-56 (Озёрск) окончил в 1959 году среднюю школу № 2. В 1971 году окончил Ленинградский инженерно-строительный институт.
Автор более 100 научных работ по истории военной архитектуры в обустройстве войск, её влияние на социально-бытовой и культурный аспект жизнедеятельности и более 30 творческих проектов, в том числе и международных. Участвовал в проекте Русского музея и мэрии города Сорренто, посвященном памяти русского художника-пейзажиста Сильвестра Щедрина. В 2013 году итальянскому городу был передан в дар бронзовый бюст Щедрина, установленный в саду музея Корреале.